# Cal Tristany
Cal Tristany o Tristany és una masia d'Ardèvol, situada al municipi de Pinós, a la comarca catalana del Solsonès.

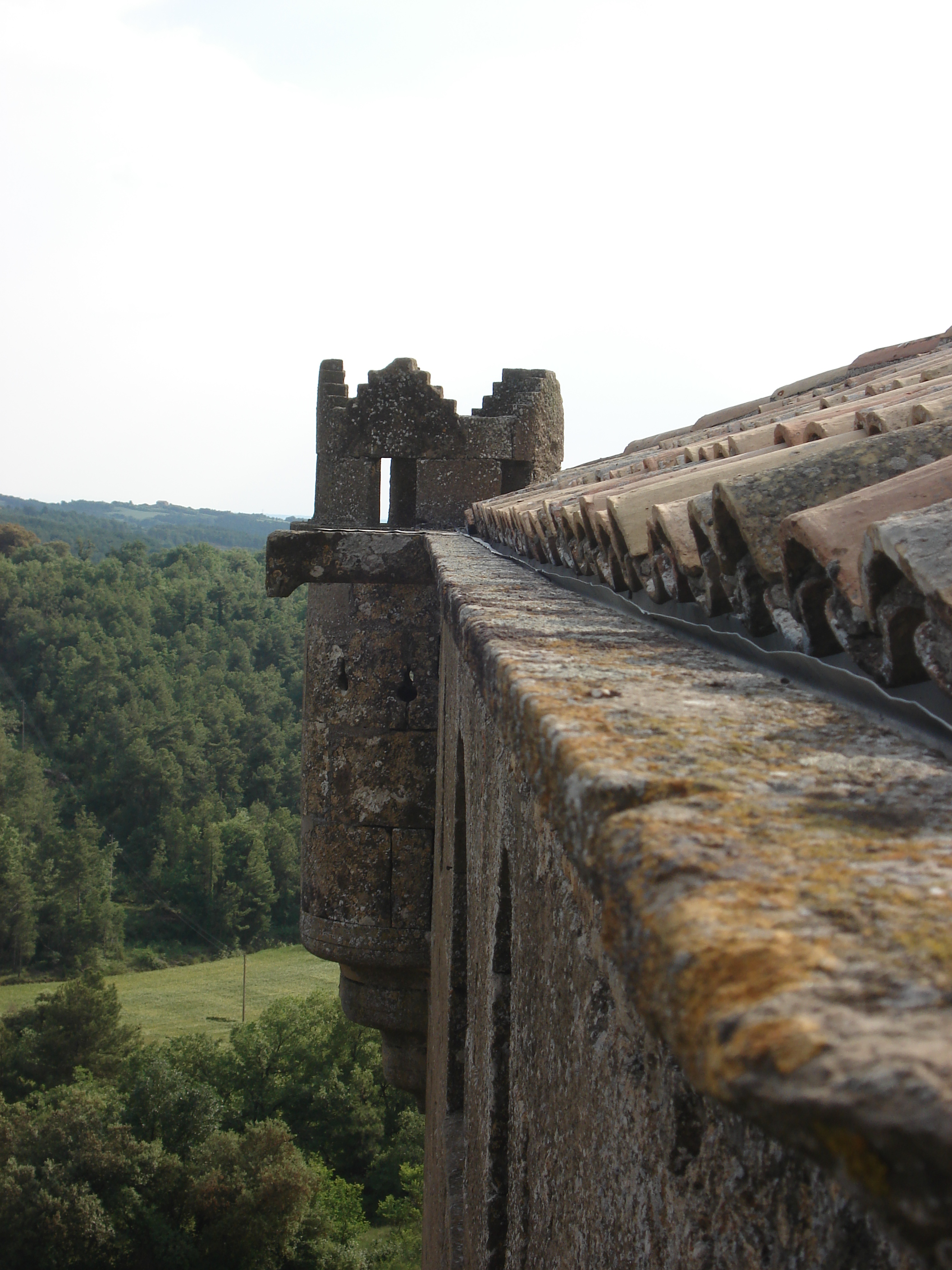
Detall d'una torreta

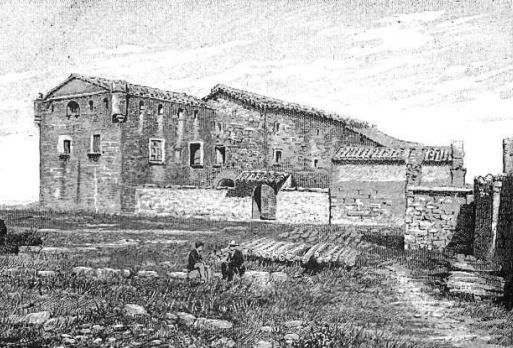
Cal Tristany el 1892

Està situada al nord d'Ardèvol, en la capçalera de les rases que aboquen les seves aigües a la riera de Llanera, cap a ponent. Està envoltada d'un mosaic d'obagues i camps de conreu. S'hi va per la carretera d'Ardèvol a Su. El trencall que hi mena està a 4,7 km d'Ardèvol i a 2,7 km de Su (41° 52′ 12″ N, 1° 33′ 19″ E / 41.870115°N,1.555216°E). Està ben senyalitzat. Se segueix la carretera asfaltada cap a ponent i al cap d'un quilòmetre (també està senyalitzat) s'agafa la pista de la dreta, sense asfaltar, que ens portarà a Tristany amb un quilòmetre més.
És una masia fortificada, amb torretes, existent des del segle xi. Era coneguda antigament amb el nom de Mussons, fins que l'any 1631 la pubilla del mas, Margarida Cases, es casà amb Jaume Tristany. Fou la casa pairal que va veure néixer els capitosts carlins Benet Tristany i Rafael Tristany i Parera.